# Ercolania tentaculata
Ercolania tentaculata is een slakkensoort uit de familie van de Limapontiidae. De wetenschappelijke naam van de soort is voor het eerst geldig gepubliceerd in 1917 door Eliot.